# Azione generale d'arricchimento
L'azione generale di arricchimento è il principio generale in base al quale chi, senza giusta causa, si è arricchito a danno di altri è tenuto, nei limiti dell'arricchimento conseguito, ad indennizzare chi ha subito la correlata diminuzione patrimoniale. L'ingiustificato arricchimento è dunque fonte legale di obbligazioni.

## Diritto italiano
Nel diritto italiano il principio è regolato dall'art. 2041 del Codice civile.

## Storia
Il diritto romano conosceva varie azioni per rimediare ai casi in cui un acquisto basato su un titolo formale produceva un approfittamento contrario alla morale sociale: la più famosa di queste azioni era l'actio de in rem verso, utilizzabile contro il paterfamilias che approfittava della gestione di un affare compiuta dal filius o dal servo e non onorava poi gl'impegni assunti da costoro. Nel Digesto le azioni di tal fatta vanno a fondare un principio generale, dando vita ad una regola che si è tramandata fino al codice civile vigente, il quale, contrariamente a quello del 1865, vi dedica una norma espressa.

## Presupposti
Presupposti dell'azione di arricchimento sono:
- Arricchimento dell'accipiens
- Danno dell'impoverito
- Correlazione tra arricchimento e danno
- Mancanza di giustificazione dell'arricchimento

L'arricchimento è ogni vantaggio economicamente valutabile, come, ad esempio, un incremento patrimoniale o un mancato impoverimento. Anche l'utilizzazione di un bene può essere in questo senso rilevante. L'arricchimento non rileva quando viene meno prima della domanda giudiziale per causa non imputabile all'arricchito (a meno che costui non abbia fatto venir meno l'arricchimento con mala fede, perché in questo caso risponderà lo stesso).
Circa l'impoverimento correlato di altro soggetto, al quale poi spetta l'azione di arricchimento, si rileva come esso consista nel pregiudizio economico dipendente dalla lesione di interessi protetti. Il diritto di indennizzo è determinato rispetto alla lesione subita, che quindi, si dice, lo condiziona e lo delimita. Tra impoverimento ed arricchimento deve esserci un nesso di stretta correlazione: la giurisprudenza ritiene in genere necessaria una causalità diretta, escludendo che l'impoverito possa agire con l'azione di arricchimento verso chi ha conseguito un vantaggio patrimoniale per il tramite di una terza persona.
Infine, è necessario che l'arricchimento sia maturato senza giusta causa. Per alcuni (LEONE) è senza giusta causa l'arricchimento contrario ad equità o addirittura al diritto, ma la nozione appare troppo ampia e consentirebbe ad una valutazione morale di prevalere su quella giuridica. Per quella che sembra la migliore dottrina, occorre ricordare come l'ordinamento sia posto in funzione della tutela di interessi socialmente rilevanti, quindi così come ogni contratto deve avere una causa, ogni arricchimento deve dipendere dalla realizzazione di un interesse meritevole di tutela. Quindi, l'arricchimento sarà senza causa quando non ha tale giustificazione, ed è quindi correlato ad un impoverimento non remunerato ne prodotto in virtù di liberalità o di adempimento di obbligazione naturale.

## Indennizzo e restituzione
Dall'ingiustificato arricchimento nasce a carico dell'arricchito un obbligo di indennizzo o un obbligo di restituzione: l'obbligo nasce col perfezionarsi dell'arricchimento, ma diventa attuale al tempo della domanda giudiziale. Quando l'arricchimento ha ad oggetto una cosa determinata, l'arricchito deve restituirla se esiste ancora al tempo della domanda. Se la cosa è stata alienata o è andata distrutta, si applica la disciplina dell'indebito.

## Profili processuali
Se viene proposta azione diversa, la giurisprudenza è ferma nel considerarla non convertibile in azione di arricchimento. L'azione di arricchimento è sussidiaria, visto che per legge (art. 2042) è improponibile se l'impoverito vanta altre azioni per farsi indennizzare. Si può agire per l'arricchimento anche verso lo Stato ed altri enti pubblici: l'indirizzo giurisprudenziale prevalente richiede che la Pubblica Amministrazione abbia riconosciuto l'utilità dell'acquisto.